# Stevan Pavlović
Stevan Pavlović (* 16. Mai 1926 in Prislonica, Čačak; † 30. Juli 1998 in Belgrad) war ein jugoslawischer Langstreckenläufer.
Über 5000 m wurde er bei den Leichtathletik-Europameisterschaften 1950 in Brüssel Siebter, gewann Bronze bei den Mittelmeerspielen 1951 und schied bei den Olympischen Spielen 1952 in Helsinki im Vorlauf aus.
Seine persönliche Bestzeit über diese Distanz von 14:26,6 min stellte er am 22. Juni 1952 in Belgrad auf.